# ユーマンディ (クイーンズランド州)
ユーマンディ(Eumundi)はオーストラリア、クイーンズランド州のブリスベンから約120km北方のサンシャイン・コーストにある町。人口は2,221人（2016年）。

## 概要

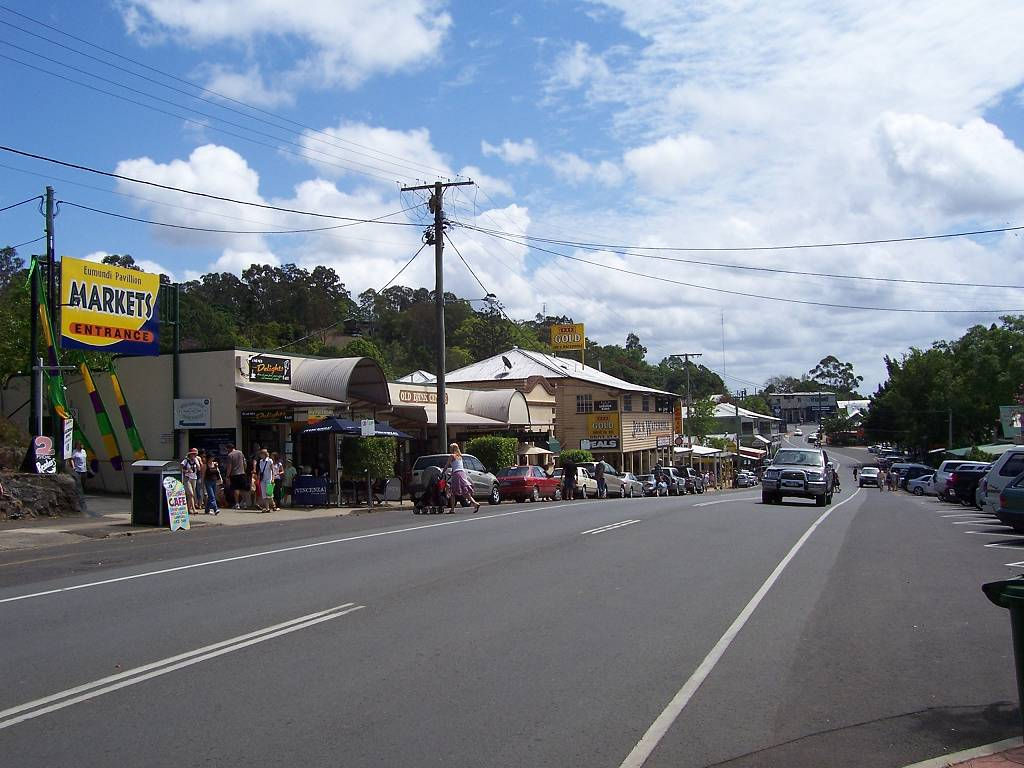
ユーマ ンディのメインストリート

ユーマンディの名はアボリジニの人名、Ngumundi（もしくはHuomundy）が由来とされる。1880年代にヨーロッパ人が入植し、その後、林業、バナナ農園などの林業、農業が中心の町であった。1890年代に、ユーマンディの南の街ヤンディーナと北の街クーロイを結ぶ鉄道路線（現在のサンシャイン・コースト線）が開通する。その後は、クーロイなどからの木材などの中継地として、発展した。もとはヌーサ市の1地区（サバーブ）であったが、2008年3月15日にヌーサ市、カラウンドラ市、マルーチー市と合併し、サンシャイン・コースト市となった。
オーストラリアの元首相ケビン・ラッドの育った町でもある。

## 交通
公共交通機関は、クイーンズランド鉄道サンシャイン・コースト線のユーマンディ駅が町の南側にある。通常の旅客列車数は日に2本のみ。ナンボーからヌーサ・ヘッズなどに向かうバスが、定期運行されている。
町の西側にはブリスベンとケアンズを結ぶ、ブルース・ハイウェイが通っている。

## 観光

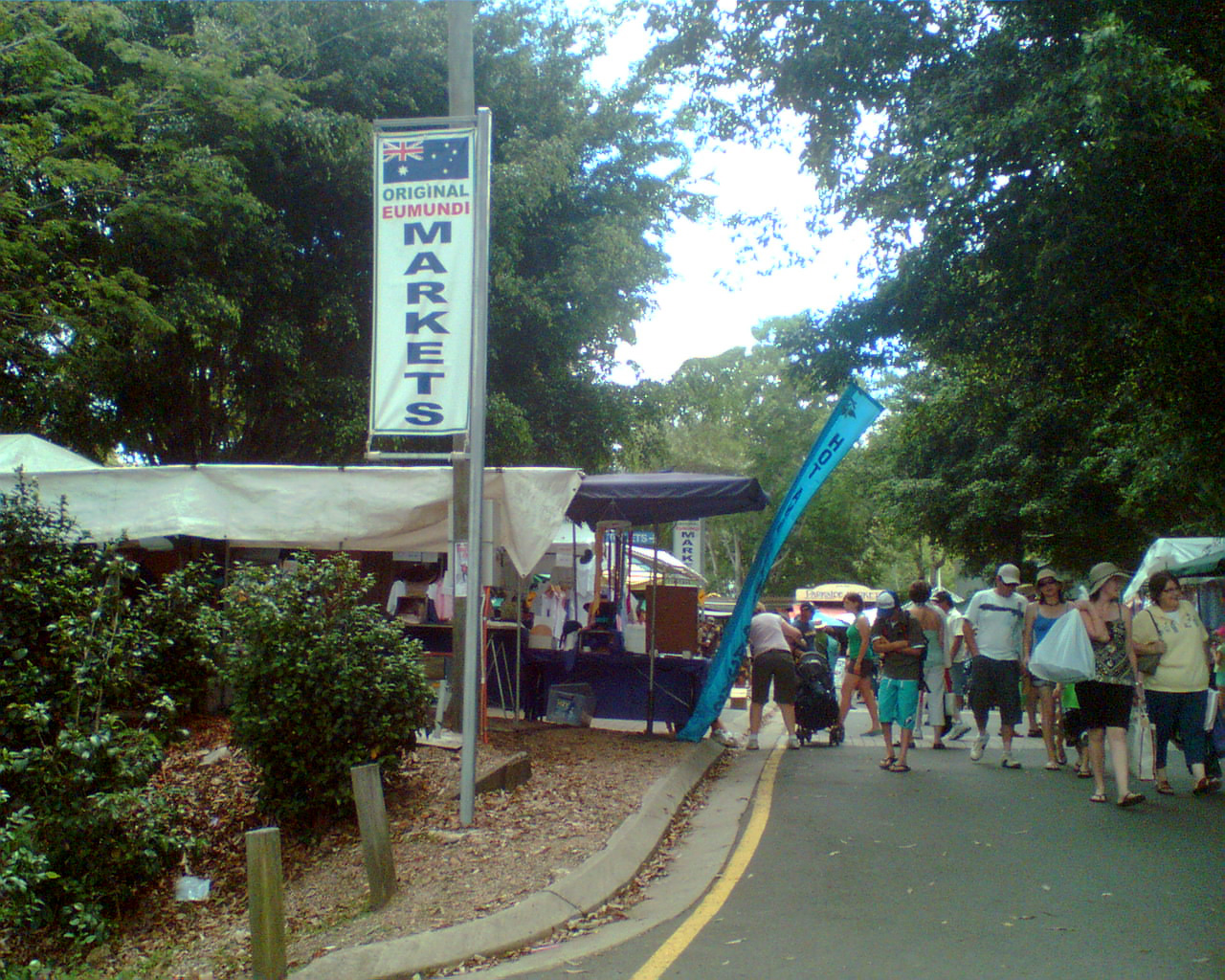
ユーマンディ・マーケット

ユーマンディ・マーケットは、1979年に二人の芸術家が、芸術と農業のマーケットをこの地で始めたのが始まりである。1985年には露店数約100店舗、年間観光客約14万人、1990年には露店数約200店舗、年間観光客約26万人と観光客数、露店数ともに着実に増え続けた。2010年時点でオーストラリア最大の芸術と工芸品のマーケットであり、毎週水曜日、土曜日に行われ、毎年160万人以上の人が訪れる。露店数は600以上あり、そのほとんどが芸術・工芸品関係の露天であり、農作物を売る露天は少ない。